# Karums alvar

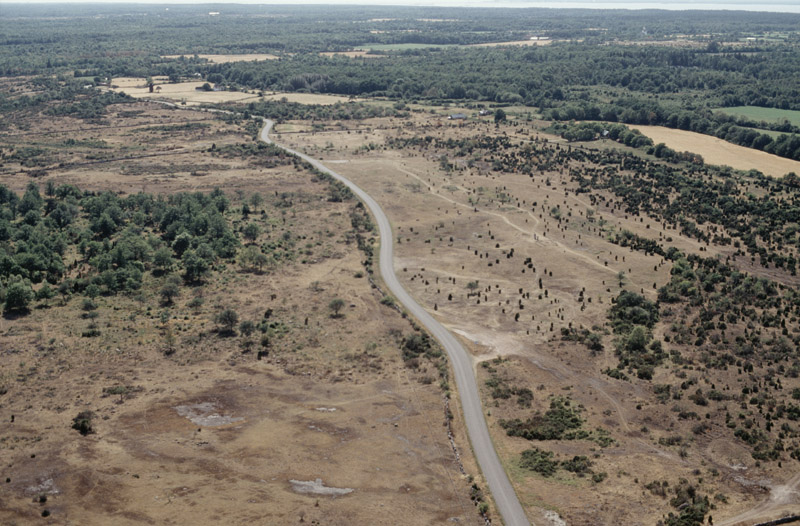
Karums alvar

Das Gräberfeld Karums alvar liegt in einer baumlosen Kalksteppe (schwedisch Alvar) östlich von Högsrum auf der schwedischen Insel Öland. Das Spektrum seiner Steinsetzungen reicht von der Bronze- bis in die Wikingerzeit (etwa 1000 v. Chr. bis  1050 n. Chr.)

## Bronzezeit

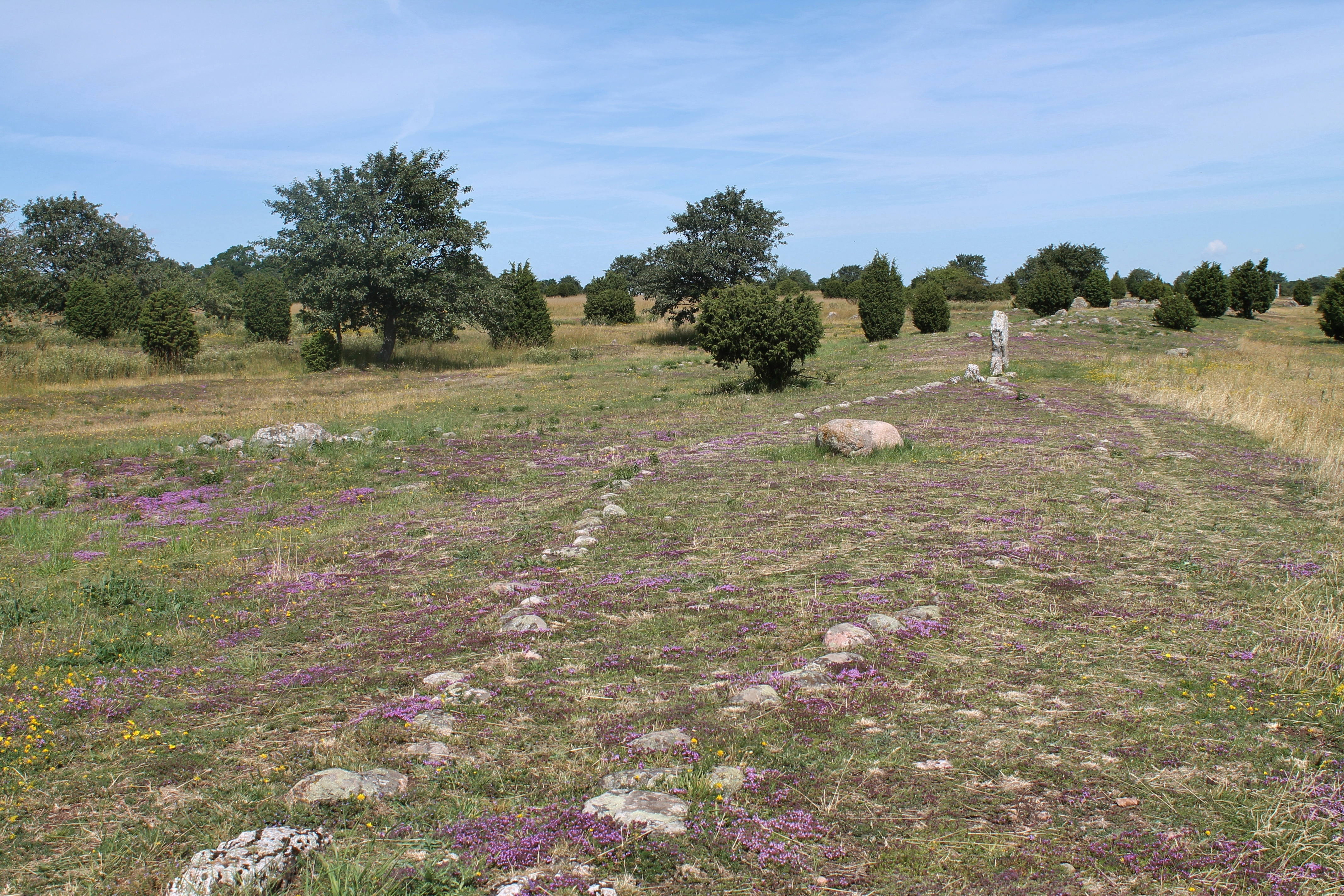
Noahs Arche auf Karums Alvar

Die etwa 26,0 m lange Schiffssetzung auf Karums alvar heißt im Volksmund Noahs Arche (schwedisch Noaks ark). Das älteste Monument auf diesem Gräberfeld wird in die jüngere Bronzezeit zwischen 1000 und 500 v. Chr. datiert. Das nur in flachen Umrisslinien angedeutete Schiff weist Besonderheiten auf, die andere schwedische Schiffssetzungen nicht besitzen, findet aber Entsprechungen auf Bornholm:
- Die Stevensteine sind aus Kalkstein und die Seitensteine aus Granit.
- Es hat einen Maststein, der möglicherweise später eingebracht wurde.
- Der Rumpf ist in Abständen quer unterteilt, was vermutlich Ruderbänke oder Spanten darstellt.

## Spätere Epochen
13 aufgerichtete Bautasteine aus Kalkstein stammen aus der nordischen Eisenzeit (500 v. Chr. bis 500 n. Chr.). Die 55 runden und vier viereckigen Steinsetzungen gehören in den Bereich zwischen der Eisen- und der Wikingerzeit.
Die 30 untersuchten Gräber innerhalb der Steinsetzungen waren zumeist Brandgräber. Die anspruchslosen Beigaben bestanden aus Bronzeringen, Wetzsteinen und Kämmen. Sie befinden sich im staatlichen historischen Museum in Stockholm.

Karums alvar
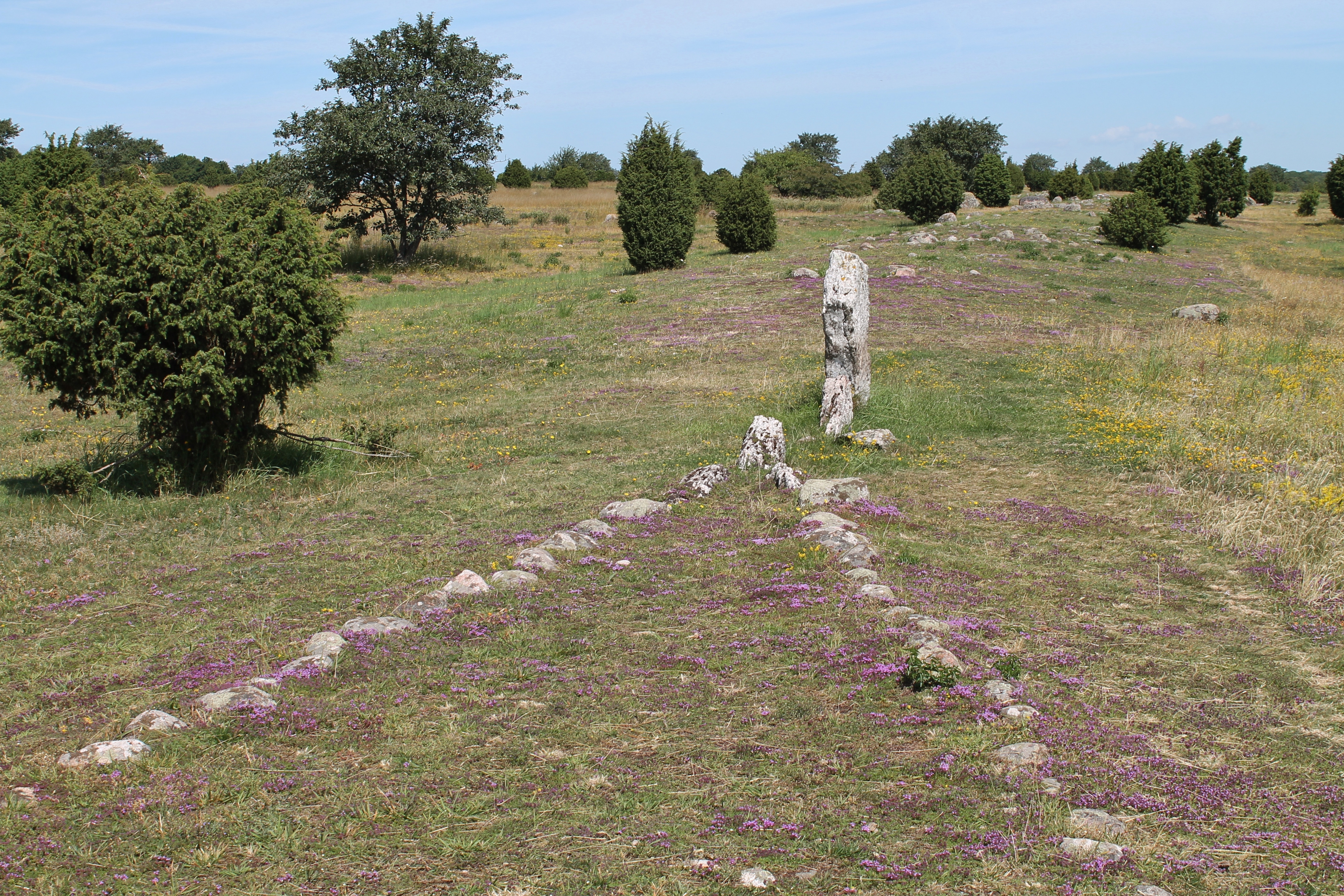
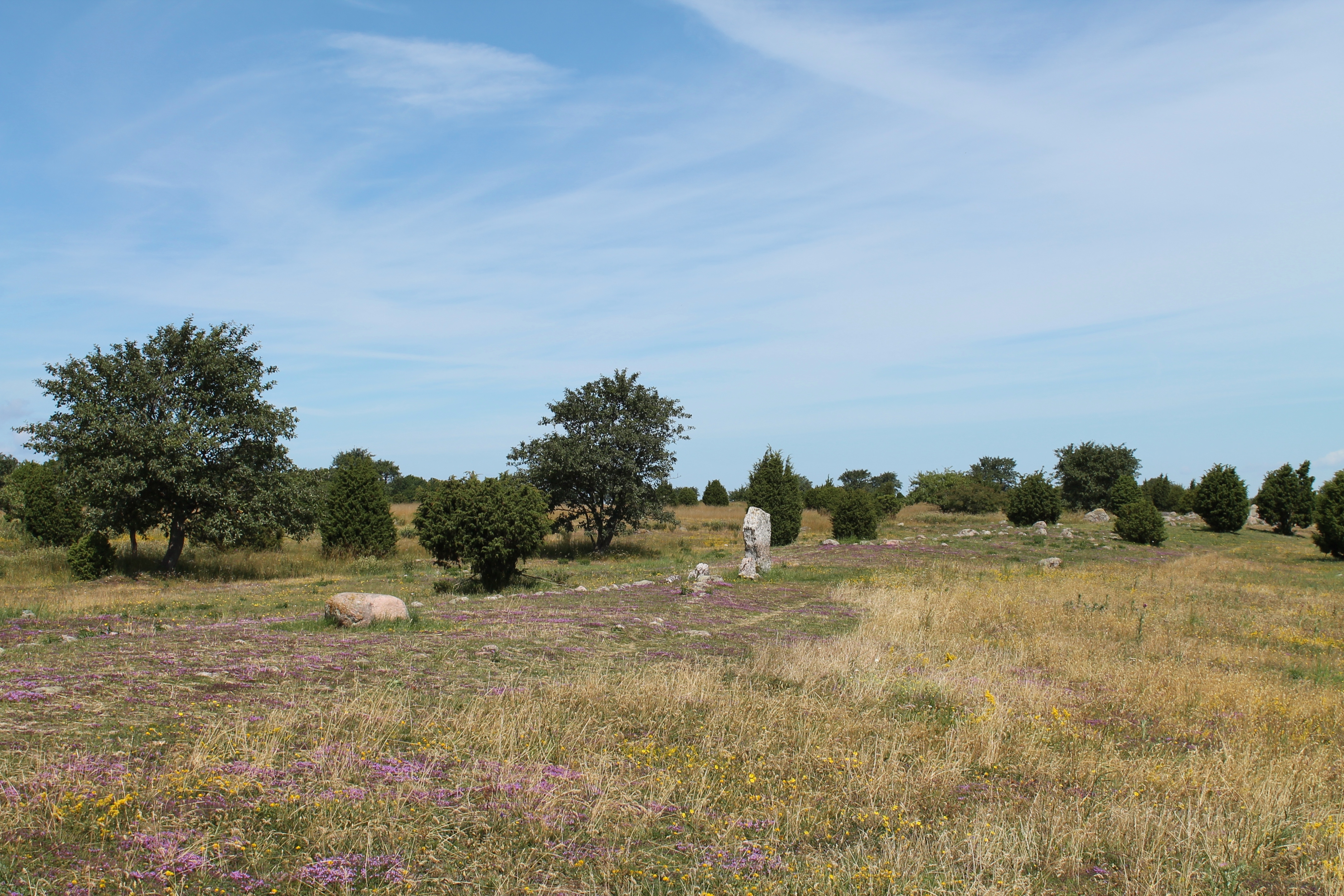
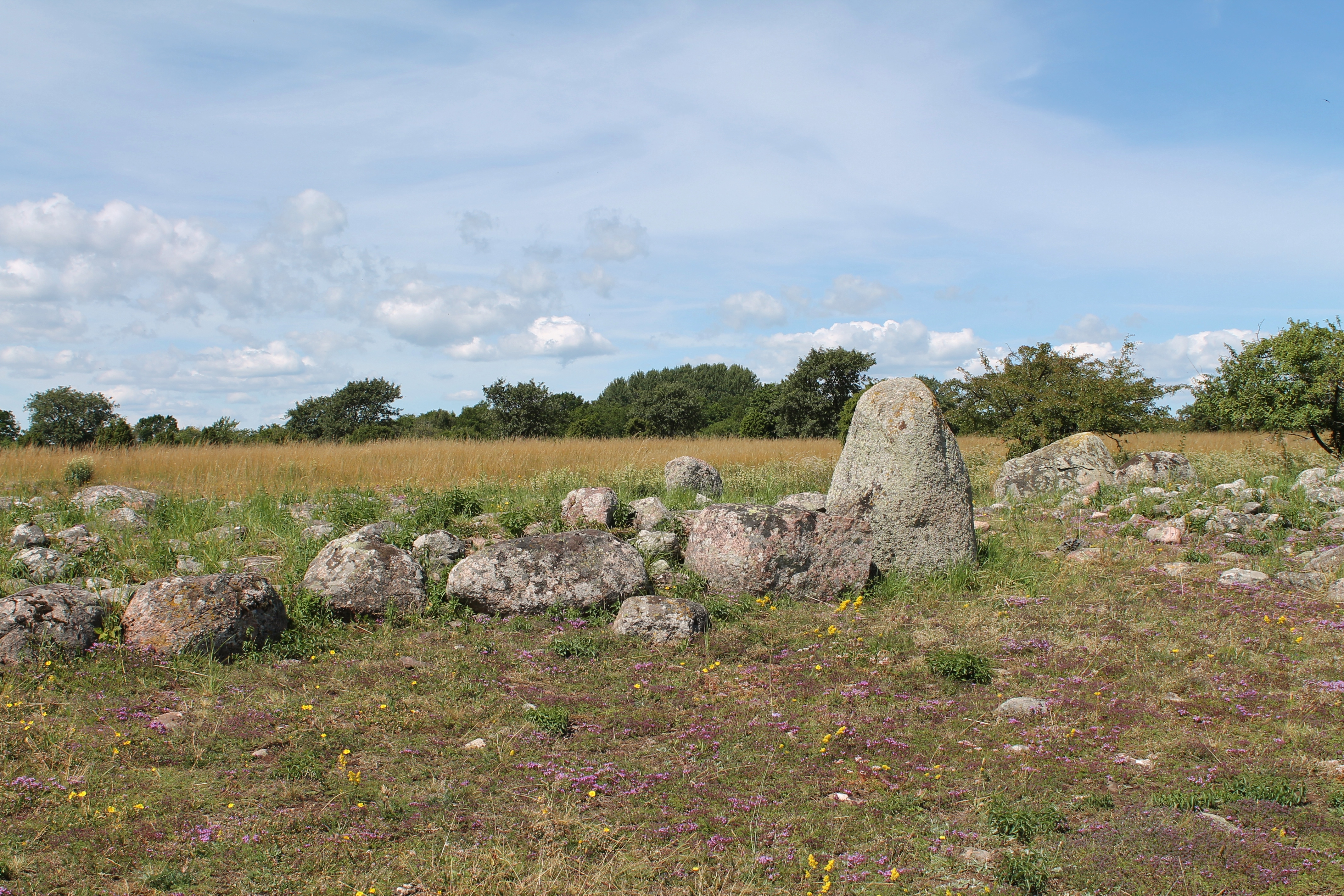
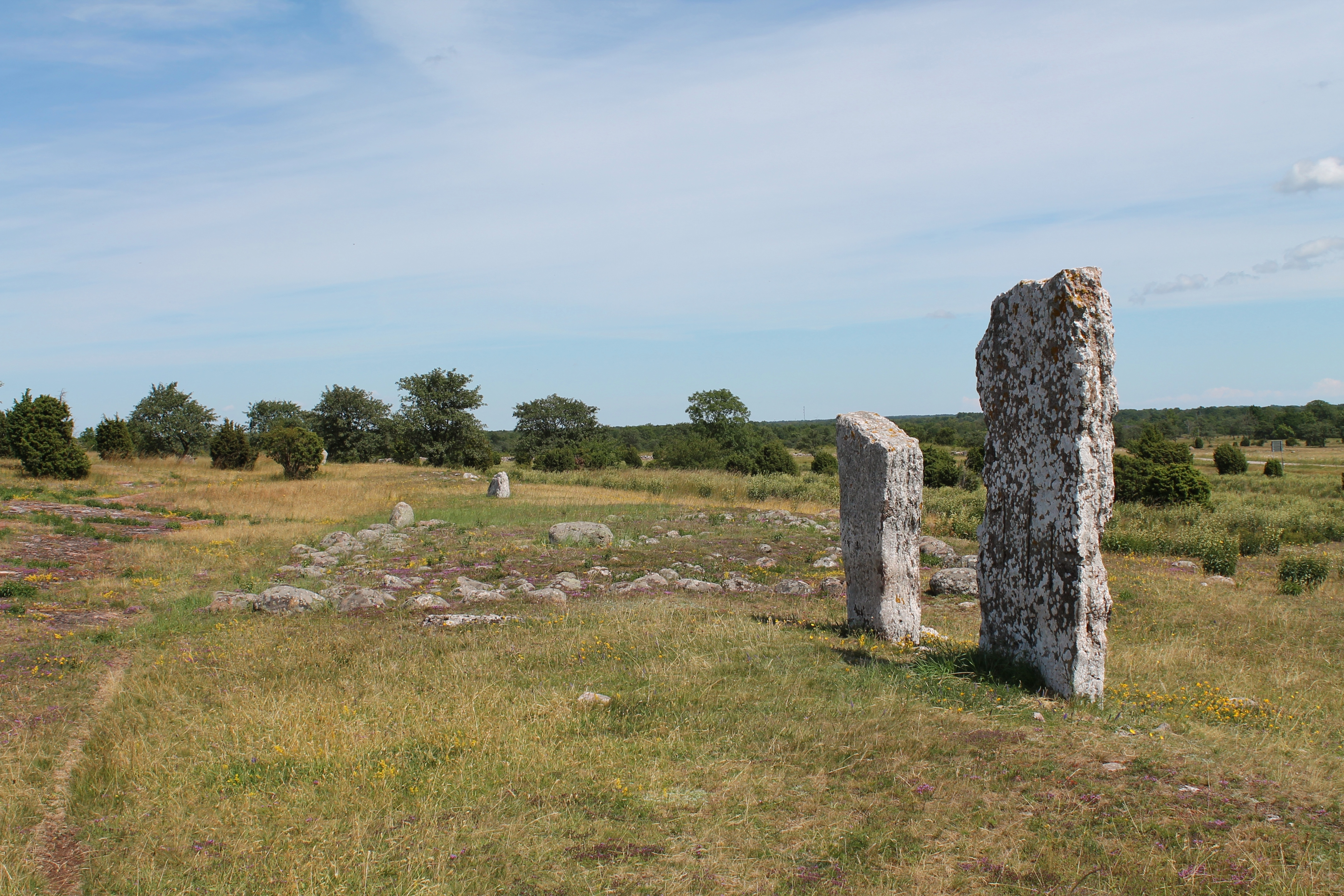